# 14122 Джостіс
14122 Джостіс (14122 Josties) — астероїд головного поясу, відкритий 27 серпня 1998 року.
Тіссеранів параметр щодо Юпітера — 3,591.